# Cansu Özbay
Cansu Özbay (Smirne, 17 ottobre 1996) è una pallavolista turca, palleggiatrice del VakıfBank.

## Carriera

### Club
La carriera di Cansu Özbay inizia nel settore giovanile dell'Arkas, dove gioca per tre annate, venendo promossa in prima squadra nel 2012, partecipando alla Voleybol 2. Ligi. Nella stagione 2014-15 debutta in Voleybol 1. Ligi, ingaggiata dal Beşiktaş, che la cede in prestito a metà annata al Nilüfer, tornando al club di Istanbul nella stagione seguente, centrando la promozione in massima serie.
Nel campionato 2016-17 viene ingaggiata dal VakıfBank, con il quale vince quattro Champions League, tre campionati mondiali per club, tre Supercoppe turche, venendo premiata come MVP nell'edizione 2021, quattro Coppe di Turchia e quattro scudetti.

### Nazionale
Fa parte delle selezioni giovanili turche, vincendo la medaglia di bronzo al campionato europeo under 18 2013 e al campionato europeo under 19 2014.
Debutta con la nazionale maggiore nel 2018, conquistando la medaglia d'argento alla Volleyball Nations League dello stesso anno e poi al campionato europeo 2019. Nel 2021 vince la medaglia di bronzo alla Volleyball Nations League e al campionato europeo. Nel 2023 conquista la medaglia d'oro alla Volleyball Nations League, al campionato europeo, dove è premiata come miglior palleggiatrice, e alla Coppa del Mondo.

## Palmarès

### Club
- Campionato turco: 5

2017-18, 2018-19, 2020-21, 2021-22, 2024-25
- Coppa di Turchia: 4

2017-18, 2020-21, 2021-22, 2022-23
- Supercoppa turca: 3

2017, 2021, 2023
- Campionato mondiale per club: 3

2017, 2018, 2021
- Champions League: 4

2016-17, 2017-18, 2021-22, 2022-23

### Nazionale (competizioni minori)
- Campionato europeo under 18 2013
- Campionato europeo under 19 2014
- Montreux Volley Masters 2018

### Premi individuali
- 2018 - Volleyball Nations League: Miglior palleggiatrice
- 2018 - Montreux Volley Masters: MVP della Turchia
- 2021 - Supercoppa turca: MVP
- 2022 - Sultanlar Ligi: Miglior palleggiatrice
- 2023 - Campionato europeo: Miglior palleggiatrice
- 2025 - Sultanlar Ligi: MVP